# Lorenz-Peter Schmidt
Lorenz-Peter Schmidt (* 21. August 1949 in Oster-Schnatebüll) ist ein emeritierter deutscher Hochschul-Professor für Hochfrequenztechnik.

## Leben
Geboren im Norden des Kreises Nordfriesland, nur wenige Kilometer von der dänischen Grenze entfernt, begann er nach seiner Schulausbildung das Studium der Elektrotechnik an der Rheinisch-Westfälischen Technischen Hochschule (RWTH) in Aachen, das er 1974 als Diplom-Ingenieur (Dipl.‑Ing.) abschloss. Anschließend arbeitete er als Wissenschaftlicher Assistent am dortigen Institut für Hochfrequenztechnik (IHF) und legte 1979 seine Dissertation „Zur feldtheoretischen Berechnung von transversalen Diskontinuitäten in Mikrostripleitungen“ vor, mit der er zum Doktor-Ingenieur (Dr.‑Ing.) promoviert wurde. Sein Doktorvater war Professor Herbert Döring, der Direktor des IHF.
Noch im selben Jahr wechselte er auf Einladung von Tatsuo Itoh in die Vereinigten Staaten von Amerika an die University of Texas at Austin. Dort forschte er als junger Postdoc an der Vollwellenanalyse quasiplanarer Übertragungsleitungen, mit dem Schwerpunkt Finleitungen. Ein Jahr später, 1980, kehrte er nach Deutschland zurück und arbeitete bis 1998 bei Telefunken in Ulm, wo er Leiter der Abteilung Corporate Advanced Millimeter-Wave Technologies wurde.
Im Jahr 1998 folgte er einem Ruf an die Friedrich-Alexander-Universität Erlangen-Nürnberg (FAU), wo er bis zu seiner Emeritierung im Jahr 2015 als ordentlicher Professor am Lehrstuhl für Hochfrequenztechnik (LHFT) wirkte. Seine Forschungsschwerpunkte lagen im Bereich Millimeterwellen- und Terahertz-Komponenten, Antennen, Hochfrequenzmesstechnik sowie hochauflösender Bildgebungssysteme.

## Ehrungen (Auswahl)
Lorenz-Peter Schmidt wirkte als Mitglied des VDE und war Vorsitzender der Informationstechnischen Gesellschaft im VDE (VDE ITG). In den Jahren 2003 und 2013 war er der Vorsitzende der Europäischen Mikrowellenkonferenz (EuMC). Ebenfalls im Jahr 2013 erhielt er den Mikrowellenpreis der MTT Society. Von 2015 bis 2017 war er Vorstandsmitglied der European Microwave Association (EuMA). Seit 2016 ist er Life Fellow des Institute of Electrical and Electronics Engineers (IEEE) in Würdigung seiner „Beiträge zu Millimeterwellen- und Terahertz-Bildgebungssystemen“ (For contributions to millimeter-wave and terahertz imaging systems). Im Jahr 2023 erhielt er den Distinguished Service Award der EuMA.

## Schriften (Auswahl)
- mit Gerd Schaller und Siegfried Martius: Grundlagen der Elektrotechnik 3 – Netzwerke. Pearson Studium, München 2006, ISBN 3-8273-7107-4.